# Apocephalus constrictus
Apocephalus constrictus är en tvåvingeart som beskrevs av Brown 2000. Apocephalus constrictus ingår i släktet Apocephalus och familjen puckelflugor. Inga underarter finns listade i Catalogue of Life.